# 21558 Alisonliu
21558 Alisonliu este un asteroid din centura principală de asteroizi.

## Descriere
21558 Alisonliu este un asteroid din centura principală de asteroizi. A fost descoperit pe 24 august 1998 la Socorro, New Mexico, în cadrul proiectului LINEAR. Asteroidul prezintă o orbită caracterizată de o semiaxă mare de 2,67 ua, o excentricitate de 0,16 și o înclinație de 12,0° în raport cu ecliptica.